# Faculté de médecine dentaire de Rabat
La Faculté de médecine dentaire de Rabat (FMD-Rabat) est un établissement d'enseignement supérieur public marocain de médecine dentaire créé en 1981, il est affilié à l'université Mohammed V de Rabat.